# Wilhelmus Smetterus
Wilhelmus Smetterus bzw. Wilhelm Smetter, Schmetter oder Schmetterus (* um 1605 in Wesel; † 1680 in Büderich) war ein deutscher reformierter Prädikant und Verfasser mehrerer theologischer Werke. Auf den Titelseiten seiner niederländisch verfassten Bücher wird er über einen Zeitraum von 30 Jahren als Prediger in Buyrick (Büderich) bezeichnet. H. J. Postema nennt ihn in seiner Monografie einen „eigensinnigen Pietisten“ („recalcitrante piëtist“).

## Werke

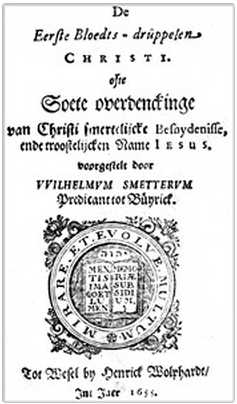
De eerste Bloedts-druppelen Christi, 1653, Betrachtungen über die Beschneidung Jesu
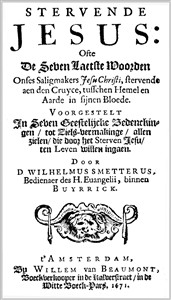
Stervende Jesus, 1671, Betrachtungen über die sieben letzten Worte Jesu
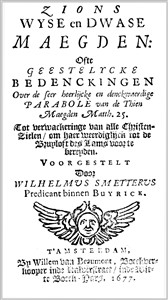
Zions wyse en dwase Maegden, 1677, Betrachtungen über das Gleichnis von den klugen und törichten Jungfrauen
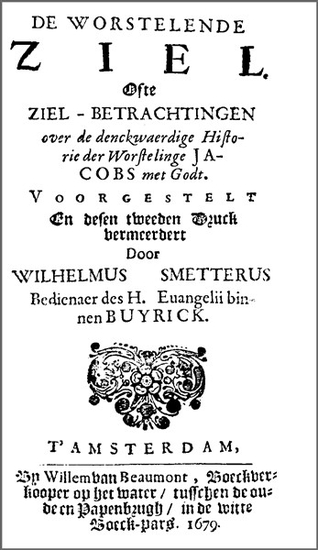
De worstelende Ziel, 1679, Betrachtungen über Jakobs Kampf mit Gott (Genesis 32)
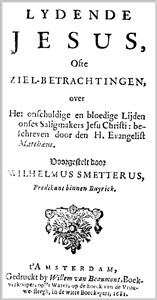
Lydende Jesus, 1681, Betrachtungen über die Leidensgeschichte Jesu

- De eerste Bloedts-druppelen Christi – Ofte overdenckinge van Christi smertelijcke Besnydenisse, ende troostelijcken Name Iesus., Herausgeber: Henric Wolpharde, Wesel, 1653
- Strydt ende Victorie uyt den Hemel (n.a.v. Gen.32), Herausgeber: Henrick Wolphardt, Wesel 1656
- Stervende Jesus – Ofte de Seven Laetste Woorden onses Saligmakers Jesu Christi, stervende aen den Cruyce, tusschen Hemel en Aarde in sijnen Bloede., Herausgeber: Willem van Beaumont, Amsterdam, 1671, (Digitalisat)
- Sterbender Jesus, oder Die sieben letzten Worte unseres Seligmachers Jesu Christi, Herausgeber: Müller, Jena, 1684
- Zions wyse en dwase Maegden – Ofte Geestelycke Bedenckingen over de seer heerlijcke en denckwaerdige Parabole van de Thien Maegden, Matth.25., Herausgeber: Willem van Beaumont, Amsterdam, 1677
- De worstelende Ziel – Ofte ziel-betrachtingen over de denckwaerdige Historie der Worstelinge Jacobs met Godt., Herausgeber: Willem van Beaumont, Amsterdam, 1679
- Lydende Jesus – Ofte Ziel-betrachtingen over het onschuldige en bloedige Lijden onses Saligmakers Jesu Christi, beschreven door den H. Evangelist Mattheus., Herausgeber: Willem van Beaumont, Amsterdam, 1681
- Het is volbracht : Johannes 19 vers 30
- Het vierde kruiswoord van de stervende Jezus; Matth. 27:46